# Klara Bauer

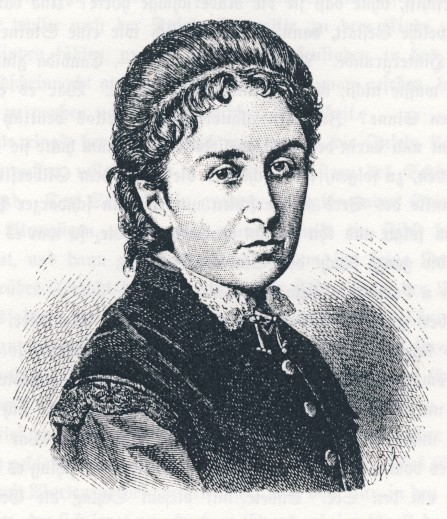
Klara Bauer, Stich um 1885

Klara Bauer (* 23. Juni 1836 in Swinemünde; † 29. Juni 1876 in Breslau) war eine unter dem Pseudonym Karl Detlef bekannte Romanschriftstellerin.

## Leben
Klara Bauer wurde 1836 als Tochter eines Hafen- und Schifffahrtdirektors in Swinemünde geboren. Im Alter von zwei Jahren zog die Familie nach Krotoschin in Posen, wohin der Vater als Landrat versetzt worden war. Als dieser 1849 seinen Abschied nahm, zog die Familie nach Posen und Klara Bauer besuchte hier die Schule. Nach seinem Tod folgte sie ihrer älteren Schwester nach Breslau und ließ sich zur Lehrerin ausbilden. Sie bestand ihr Lehrerinnenexamen, ging jedoch anschließend nach Dresden und nahm bei Friedrich Wieck Klavierunterricht. Als Pianistin kam sie in die Familie des russischen Generalleutnants Fjodor von der Lannitz, lebte später in St. Petersburg und in Orjol. In Russland war Klara Bauer häufiger Gast im Hause Otto von Bismarcks, der zu dem Zeitpunkt als preußischer Gesandter am russischen Hof lebte.
Das russische Klima war jedoch ihrer Gesundheit abträglich und so ging sie zunächst 1866 zurück nach Dresden und war dort als Klavierlehrerin tätig. Die Begegnung mit dem Dichter Gustav Kühne ließ sie schließlich schriftstellerisch tätig werden. Ihr erster Roman Bis in die Steppe erschien 1871 und thematisierte das Leben in Russland. Im Jahr 1872 reiste sie nach Italien, kehrte jedoch an einem unheilbaren Brustleiden erkrankt 1875 nach Breslau zurück, wo sie 1876 verstarb.

## Werke
- Bis in die Steppe. Novelle. Hallberger, Stuttgart 1869.  Neuausgabe im Neisse-Verlag, Dresden 2021. ISBN 978-3-86276-205-7
- Unlösliche Bande. Novelle. Hallberger, Stuttgart 1869. (Digitalisat der 2. Aufl. 1872) Neuausgabe im Neisse-Verlag, Dresden 2016, ISBN 978-3-86276-206-4.
- Schuld und Sühne. Roman. 2 Bände. Hallberger, Stuttgart 1871.
- Nora. Eine Charakterstudie aus der deutschen Gesellschaft. 2 Bände. Hallberger, Stuttgart 1871. (Digitalisat der 3. Aufl. 1876, Band 1)
- Mußte es sein? Roman. 2 Bände. Hallberger, Stuttgart 1873.
- Zwischen Vater und Sohn. 2 Bände. Deutsche Verlags-Anstalt, Stuttgart 1874.
- Auf Capri. Novelle. 2 Bände. Hallberger, Stuttgart 1874.
- Novellen. (Enth. Erste Liebe, Liebeswechsel, Das einsame Herrenhaus.) 2 Bände. Westermann, Braunschweig 1874.
- Benedikta. Roman. 3 Bände. Janke, Berlin 1876.
- Die geheimnisvolle Sängerin. Deutsche Verlags-Anstalt, Stuttgart 1876.
- Ein Dokument. 4 Bände. Hallberger, Stuttgart 1876. (Digitalisat Band 1) Neuausgabe, Neisse-Verlag, Dresden 2020ff. Band 1 ISBN 978-3-86276-207-1, Band 2 ISBN 978-3-86276-299-6

Aus ihrem Nachlass erschienen
- Russische Idyllen. Nachgelassene Novellen. (Enth. Meine Nachbarn auf dem Lande, Russisches Landleben) Schottländer, Breslau 1878.